# Hnutí křesťanů za odstranění mučení a trestu smrti
Hnutí křesťanů za odstranění mučení a trestu smrti (ve zkratce ACAT z francouzského Action des chrétiens pour l´abolition de la torture) je dobrovolnická křesťanská organizace založená roku 1974 ve Francii dvěma ženami, a sice Helene Engel a Edith du Tertre. Jejich snahou je prostřednictvím organizace ACAT ve světě odstranit mučení. Jednotlivá národní uskupení ACAT se sdružují do mezinárodního společenství nazvaného FIACAT. Pobočka v České republice vznikla na počátku 21. století. Na jejím vzniku se podílela Marie Kaplanová. V čele české odnože uskupení ACAT ale stojí Monika Žárská.
Švýcarská pobočka nechala do dopravních prostředků či do kinosálů ve své zemi na zadní strany sedadel instalovat reklamu v podobě spoutaných rukou a doplnila ji textem „Oběti jsou lidé jako vy a já. Zastavte mučení.“ V roce 2017 tuto reklamu český server G.cz provozovaný společností Extra Online Media zařadil do svého výběru „17 chytlavých a úspěšných partyzánských reklam“.